# Will Champlin
Will Christopher Champlin (24 de abril de 1983, Reseda, Valle de San Fernando, Los Ángeles), conocido artísticamente como Will Champlin, es un cantante estadounidense. Fue concursante de la quinta temporada de The Voice (Estados Unidos) de la NBC como parte del equipo de Adam Levine. Terminó en el tercer lugar detrás de Jacquie Lee y Tessanne Chin.

## Vida personal
Champlin es hijo único de Bill Champlin, exmiembro de la banda Chicago, y Támara Champlin. Se graduó en Berklee College of Music en Boston (Massachusetts). Está casado y tiene una hija.

## Inicios de su carrera
Will Champlin alcanzó cierto éxito como compositor antes de su participación en The Voice. También colaboró con Michael Caruso y proporcionó coros para Ace Young. Él tocaba el piano en el primer álbum póstumo de temas inéditos del cantante estadounidense Michael Jackson Michael.
Actualmente, Champlin dirige una banda de rock alternativo llamada Valley of Wolves, la cual ha lanzado su primer álbum, Out for Blood, a comienzos del año 2018.

## The Voice
En el cuarto episodio de las audiciones ciegas emitido el 1 de octubre de 2013, él cantó Not Over You de Gavin DeGraw. Adam Levine, Cee Lo Green y Blake Shelton giraron sus sillas, y optó por unirse a Levine.